# Mister Universo Venezuela 2017
El Mister Universo Venezuela 2017 es la décima (10º) edición del certamen Mister Universo Venezuela, cuya final se llevará a cabo el jueves, 15 de noviembre de 2017 en el Teatro Principal de la Hermandad Gallega de la ciudad de Caracas, Venezuela. Candidatos de diversos estados y regiones del país compitieran por el título. Al final del evento, Jesús Zambrano Mister Universo Venezuela 2016 de Táchira, entregó el trofeo a Jaime Betancourt del estado Miranda como el nuevo Míster Universo Venezuela 2017.

## Resultados
| Resultado final           | Candidato |
| ------------------------- | --- |
| Míster Universo Venezuela | Miranda - Jaime Betancourt |
| Primer Finalista          | Trujillo - Daniel Paredes |
| Segundo Finalista         | Vargas - Víctor De Freitas |
| Tercer Finalista          | Lara - Andrés Esteban |
| Cuarto Finalista          | Portuguesa - Luis Alejandro Fernández |
| Semifinalistas (Top 16)   | - Apure - Santiago Reyes - Carabobo - Glemer Bolivar - Falcón - Andrés Rhenals - Amazonas - José Alejandro Mijarez - Zulia - Ronal Romero - Aragua - Eduardo Urbina - Cojedes - Juan Carlos Martínez - Nueva Esparta - Alexis Narváez - Costa Oriental- Ernesto Tortolero - Distrito Capital - Kristhian Morales - Guárico - Jesús Alfonzo Rodríguez |

## Premiaciones
| Premio                      | Candidato Ganador                                               |
| --------------------------- | --------------------------------------------------------------- |
| Mister Prensa               | Trujillo - Daniel Paredes                                       |
| Mejor Cuerpo                | Miranda - Jaime Betancourt                                      |
| Sonrisa de Campeón          | Distrito Capital - Kristhian Morales                            |
| Mejor Compañero             | Falcón - Andrés Rhenals                                         |
| Fotogenico                  | Miranda - Jaime Betancourt                                      |
| Personalidad                | Monagas - Jesús Bermúdez                                        |
| Constancia                  | Lara - Andrés Esteban                                           |
| Mister Evolución            | Zulia - Ronal Romero                                            |
| Mister Internet             | Aragua - Eduardo Urbina                                         |
| Mister Talento              | Guárico - Jesús Alfonzo Rodríguez Cojedes- Juan Carlos Martínez |
| Mister Crecimiento Personal | Miranda - Jaime Betancourt                                      |

### Jurado final
Estos son miembros del jurado que evaluaron a los semi y finalistas para elegir a Míster universo Venezuela 2017:
- Héctor Méndez
- Stefany Cardona
- Oswaldo Escalante
- Elina Bulgares
- María Alejandra Veliz - Miss Anzoátegui 2017

## Candidatos
28 candidatos compitieron en el certamen.
(En la tabla se utiliza su nombre completo, los sobrenombres van entrecomillados y los apellidos utilizados como nombre artístico, entre paréntesis; fuera de ella se utilizan sus nombres «artísticos» o simplificados)
| Estado/Región          | Candidato                | Edad | Estatura (m) | Ciudad Natal          |
| ---------------------- | ------------------------ | ---- | ------------ | --------------------- |
| Amazonas               | José Alejandro Mijarez   | 18   | 1,83 m       | Caracas               |
| Anzoátegui             | Josué Capote             | 20   | 1,79 m       | Colonia Tovar         |
| Apure                  | Santiago Reyes           | 19   | 1,82 m       | San Fernando de Apure |
| Aragua                 | Eduardo Urbina           | 18   | 1,76 m       | Guanare               |
| Barinas                | Israle Montenegro        | 24   | 1,75 m       | Mérida                |
| Bolívar                | José Manuel Loreto       | 25   | 1,83 m       | Caracas               |
| Carabobo               | Glemer Bolivar           | 19   | 1,88 m       | Valencia              |
| Cojedes                | Juan Carlos Martínez     | 22   | 1,74 m       | Caracas               |
| Costa Oriental         | Ernesto Tortolero        | 22   | 1,80 m       | Cabimas               |
| Delta Amacuro          | Leonardo Castro          | 19   | 1,78 m       | San Félix             |
| Dependencias Federales | José Manuel Prado        | 28   | 1,74 m       | San Félix             |
| Distrito Capital       | Kristhian Morales        | 22   | 1,80 m       | Caracas               |
| Falcón                 | Andrés Rhenals           | 23   | 1,77 m       | Mene de Mauroa        |
| Guárico                | Jesús Alfonzo Rodríguez  | 22   | 1,83 m       | Valle de la Pascua    |
| Lara                   | Andrés Esteban           | 21   | 1,90 m       | San Felipe            |
| Mérida                 | Alejandro Perez          | 21   | 1,79 m       | Tovar                 |
| Miranda                | Jaime Betancourt         | 20   | 1,85 m       | Los Teques            |
| Monagas                | Jesús Bermudez           | 23   | 1,80 m       | Maturin               |
| Nueva Esparta          | Alexis Narváez           | 25   | 1,90 m       | Caracas               |
| Península de Araya     | Kelvin Carrasquel        | 18   | 1,76 m       | Cumaná                |
| Península de Paraguaná | Ernesto Solis            | 22   | 1,74 m       | Mene de Mauroa        |
| Portuguesa             | Luis Alejandro Fernández | 20   | 1,84 m       | Caracas               |
| Sucre                  | Rafael Calderin          | 21   | 1,76 m       | Cumaná                |
| Táchira                | Marcelino Balaguera      | 29   | 1,80 m       | Rubio                 |
| Trujillo               | Daniel Paredes           | 24   | 1,85 m       | Maracay               |
| Vargas                 | Víctor de Freitas        | 27   | 1,91 m       | Mérida                |
| Yaracuy                | Gustavo Vallenilla       | 27   | 1,88 m       | Valencia              |
| Zulia                  | Ronal Romero             | 27   | 1,85 m       | Cabimas               |

## Sobre los estados y/o regiones en Mister Universo Venezuela 2017

### Estados y/o regiones ausentes
(en relación a la edición anterior)
- Guayana, Canaima, Roraima y Península de La Guajira, no estuvieron representados en esta edición.

### Estados y/o regiones que debutan
- Ninguna región debutó este año.